# Bướm phượng Madagasca
Bướm phượng Madagasca, tên khoa học Papilio morondavana, là một loài bướm thuộc họ Papilionidae.
Đây là loài đặc hữu của Madagascar. Môi trường sinh sống của nó gồm các khu rừng.

## Hình ảnh

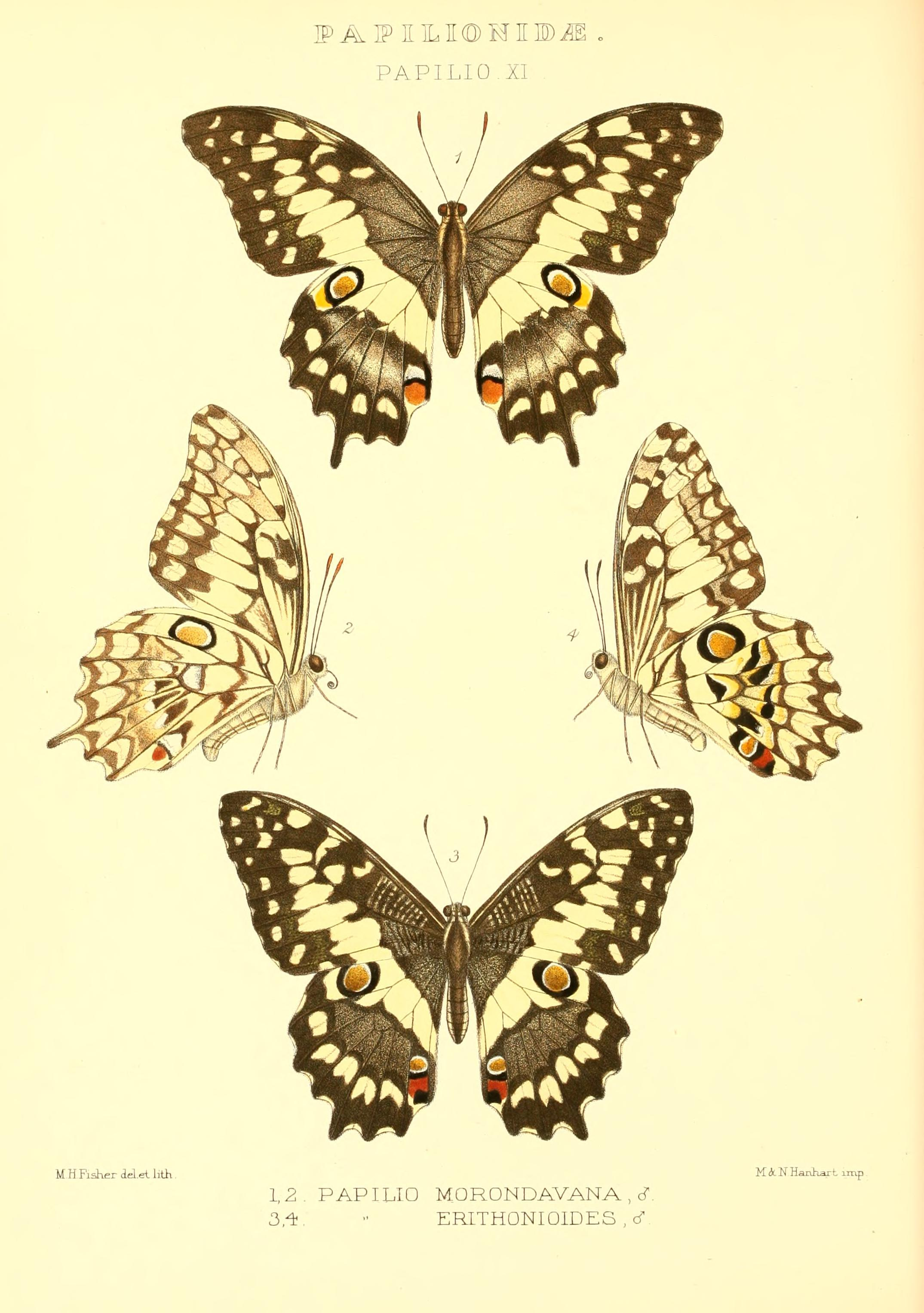